# Омура Такайоші
Такайоші Омура (яп. 大村孝佳, О:мура Такайоші) 26 грудня 1983, Осака) — японський гітарист, відомий як за участю в декількох хард-рок групах, так і сольною кар'єрою за участю американських і європейських рок-музикантів (Марк Боалс, Віталій Купрій). 

## Біографія
Він народився 26 грудня 1983 року в Осаці. Грати на піаніно Омура почав у 3 роки. Згодом, у віці 11 років він перейшов на акустичну гітару, та у 14 років — на електрогітару. У 17 років він почав писати та виконувати композиції у жанрі хардрок та хеві-метал.
Він сформував групу Cross Hard в 2005, з якою випустив альбом Eclipse From East 25 травня 2005 року, і групу Cross Hard в 2006 році. Згодом разом з басистом Cross Hard's Каору він зібрав групу Gloria, перший мініальбом якої був випущений 26 березня 2008 року.
У 2011 році Омура виступав як концертний гітарист у Марті Фрідмана, і  навесні того ж року вони разом відвідали Росію. 
З 2012 року Такайоші Омура входить до складу сапорт-групи Babymetal під назвою Kami-Band, разом з іншими відомими музикантами.  
Окрім цього, Омура був учасником інших груп або виступав з виконавцями, такими як тайванська поп-співачка A-Mei, японська співачка Акане Лів та її симфонік-метал група Liv Moon, джазовий біг-бенд Date Course Pentagon Royal Garden (DCPRG), рок-групи C4 та Uroboros. 
Він також є інструктором в Інституті музикантів Японії (MI Japan).

## Кар'єра
- Такайоші Омура - (гітара)
- NOV - (вокал)
- Тім Міллер - (бас-гітара)
- Тадаші Окамото - (барабани)
- Тошіо Егава - (синтезатор)

### Cross Hard
- Такайоші Омура (гітара)
- Кохей (вокал)
- Каору (бас-гітара)
- Шінго (барабани)
- Теру (синтезатор)

### Gloria
- Такайоші Омура (гітара, вокал)
- Каору (бас-гітара, вокал)
- Юкі Аяма (барабани)

## Гітари
Омур використовує гітари ESP Artist Custom Guitars Series.
- ESP SE Ohmura Custom
- ESP Snapper Ohmura Custom «Brass Red»
- ESP Snapper Ohmura Custom «Eclipse Gold»
- ESP Snapper Ohmura Custom «Royal Silver»
- ESP Snapper-7 Ommura Custom «Twinkle Pink»
- ESP M-SEVEN Ohmura Custom «Golden Moon»
- ESP Snapper-7 Ohmura Custom "Honey Gold"

## Обладнання
- Підсилювачі:

Marshall JCM800 2203 + JVM410H + JCM800 2203KK + JCM900 SL-X + Marshall Vintage Modern 2246 
Kemper Profiler Rack
- Педалі ефектів та аксесуари

Ibanez Tube Screamer TS-9
BOSS NS-2 Noise Suppressor
BOSS TU-2 Chromatic Tuner
BOSS DD-3 Digital Delay
BOSS CH-1 Super Chorus
BOSS PH-3 Phase Shifter
BOSS PS-5 Super Shifter
BOSS GT-10 Guitar Effects Processor
Bootleg Dr. Mid Rich
Providence Anadime Chorus
Budda Wah Pedal
TC Electronic G-Major
EX-PRO Wireless System
Custom Audio Japan Mixer
Custom Audio Japan Power Supply
ESP 0.88 pick

## Дискографія сольна
- Nowhere To Go ( 2004 )
- Power Of Reality ( 2006 )
- Emotions In Motion ( 2007 )
- Devils In The Dark ( 2012 )
- Cerberus (2017)
- I. RI. S (2019)
- Angels In The Dark (2020)

## Дискографія спільно з іншими артистами[1]
- Eclipse from East (з Cross Hard) (2005)
- MOTIF (з Gloria) (2008)
- Acrobatic Road (з Gloria) (2009)
- V.A. - SOUND HOLIC - Metallical Astronomy (2010)
- BlazBlue Song Accord 1 with Continuum Shift (відеогра, з A.S.H) (2010)
- BlazBlue Song Accord 2 with Continuum Shift (відеогра, з A.S.H) (2011)
- Hard Corps: Uprising (відеогра) (2011)
- Alter War in Tokyo (з Date Course Pentagon Royal Garden) (2011)